# 川上哲夫
川上 哲夫（かわかみ てつお、1950年4月14日 - ）は、日本の作曲家、編曲家、指揮者。

## 人物・来歴
神奈川県生まれ。東京芸術大学作曲科を卒業後、音楽教師の道に進み、神奈川県立横浜翠嵐高等学校をはじめ4校を歴任。音楽教師として教鞭をとる傍ら作曲活動に従事。教職を定年退職後は、最後に教鞭をとった神奈川県立永谷高等学校の吹奏楽部の嘱託顧問として吹奏楽指導を行う傍ら、教え子たちが組織した「カワカミキネンオーケストラ」の常任指揮者を勤めている。
- 1980年　第4回神奈川県合唱曲作曲コンクールで女声合唱曲「卒業」が第1位入賞。
- 1985年　昭和63年度笹川賞創作曲コンクールに混声4部合唱曲「夢の中の春へ」が第2位入賞。
- 1986年　第35回全日本吹奏楽コンクール課題曲作曲公募で「ムービング・オン」が最高位入賞、1987年課題曲となる。
- 1991年　第40回ミュンヘン国際音楽コンクール、および1992年イタリアのボッテシーニ国際コントラバスコンクールで「コントラバスとピアノのためのソナタ（音楽之友社刊）」が課題曲となる。
- 1996年　第7回奏楽堂日本歌曲コンクール作曲部門で歌曲「あなたへのひとりごと」が佳作入賞。
- 1998年　かながわ・ゆめ国体記念マーチ「瞳輝くとき」作曲。

2014年、姓名判断により1画増やす必要性を感じ、名義上は「川上 哲央」に改名（戸籍上の改名は行っていない）。

## 主な作品

### 管弦楽作品
- 交響曲第1番

### 吹奏楽作品
- ザ・セカンド・バラード（1995年作曲、東京ハッスルコピーより2014年出版）
- REQUIEM（2013年作曲）
- 瞳輝くとき（かながわ・ゆめ国体メモリアルマーチ）

#### 全日本吹奏楽コンクール課題曲
- ムービング・オン（1987年）

### 声楽作品
- 下永谷保育園の歌（作詞・作曲）
- 女声合唱曲「卒業」[1980]
- 混声4部合唱曲「夢の中の春へ」[1985]
- 歌曲「あなたへのひとりごと」[1996]
- 神奈川県立保土ヶ谷高等学校の歌
- 神奈川県立大岡高等学校校歌
- 神奈川県立上郷高等学校校歌
- 横浜市立旭北中学校校歌
- 横浜市立中川西中学校校歌

### 室内楽作品
- クラリネット四重奏「五木の子守歌によるパラフレーズ」 [2014]
- クラリネット四重奏「春のフーガ」 [2014]
- チューバ独奏曲「夕暮れのワルツ」[2014]
- チューバ四重奏のためのソナタ（未完）[2014]
- サックス独奏曲「Far away」
- サックス独奏曲「Wave of love」
- コントラバスとピアノのためのソナタ（音楽之友社より1991年出版）
- トランペット独奏曲「You and Me」
- BALLAD for String Orchestra
- ピアノ曲「取り残されたワルツ」
- ピアノ曲「ワルツ」
- アルトサックスとピアノのための「アラベスク」
- 「優しさに包まれるとき」（コントラバス＋ピアノ版、ユーフォニアム＋ピアノ版）
- フルート独奏曲「La Cheveux（髪）」
- トロンボーン独奏曲「星降る夜に」
- エレクトーン曲「Alone with you」

### 編曲作品

#### 吹奏楽への編曲
- 神奈川県立永谷高等学校校歌
- ふるさと
- 夕焼け小焼け
- 夢のお馬車

#### 管弦楽への編曲
- 夢は世界へ（映画ひまわり、A列車で行こう、ムーンライトセレナーデのメドレー編曲）